# Hemitoma polygonalis
Hemitoma polygonalis is een slakkensoort uit de familie van de gathorens (Fissurellidae). De wetenschappelijke naam van de soort werd in 1852 gepubliceerd door A. Adams.